# سیدریرا
سیدریرا (به پرتغالی: Cidreira) یک منطقهٔ مسکونی در برزیل است که در ریو گرانده جنوبی واقع شده‌است. سیدریرا ۱۶٬۵۸۳ نفر جمعیت دارد.